# Crespole
Crespole è una frazione del comune italiano di San Marcello Piteglio, nella provincia di Pistoia, in Toscana.

## Geografia
Il paese è ubicato nel comune di San Marcello Piteglio, in Provincia di Pistoia, tra Calamecca e Lanciole tra i torrenti Folognolo e La Lanciolana, vicina al territorio di Marliana e della Valleriana. Circondato da boschi è uno dei paesi più rilevanti della Val di Forfora e fra i più lontani dal centro comunale.

## Storia
Le origini del paese di Crespole risalgono all'incirca alla caduta dell'impero Romano. Situato al centro della valle, il castello fu una potenza del luogo per centinaia di anni, arrivando persino all'indipendenza completa in ambito militare ed economico. È appartenuto, a differenza dei castelli confinanti, a famiglie guelfe e poi ai Panciatichi. A Crespole ha avuto sede Spino da Trivulzio de' Panciatichi, del quale è stato la roccaforte ed il braccio armato, quando il 16 febbraio 1290 conquistò Lanciole cacciandone le fazioni ghibelline avversarie, che avevano già subito la stessa sorte a Calamecca, ad opera dello stesso Trivulzio.
La chiesa, dedicata a Santa Maria Assunta, di costruzione tardo-medioevale è a una navata absidata. Ha ben conservato esternamente l'originale paramento murario in conci di arenaria disposti a filaretti. L'interno è stato radicalmente trasformato nel XVIII secolo, epoca a cui risale il piccolo edificio della Compagnia del Rosario sul fianco destro della chiesa. All'interno si trova un dipinto su tavola del cinquecento raffigurante la Madonna del Rosario, oltre ad altri dipinti di epoca più tarda.
Fu anticamente uno dei castelli più importanti della vallata con la differenza, rispetto agli altri, che esso non si è mai ribellato a Pistoia, ma ne è stato un fedele alleato e pertanto era militarmente il più potente castello della Val di Forfora, avendone fatta una base sicura ed affidabile, essendo inoltre il castello prossimo ai confini dei bellicosi lucchesi. In antichità fu anche libero comune medioevale.
Dell'originario castello medievale è oggi visibile soltanto qualche traccia delle antiche strutture difensive. Durante le dominazioni medicee il castello divenne residenza privilegiata di nobili famiglie, i cui stemmi ornano ancora oggi le facciate dei palazzi, alterati nelle strutture originali dalle ristrutturazioni tardo cinquecentesche.